# Discoverer–2
A Discoverer–2 (1959 GAM) amerikai felderítő műhold.

## Küldetés
Corona egy amerikai felderítő műhold-rendszer volt, amelyet a légierő (USAF) segítségével a CIA tudományos és technológiai igazgatósága üzemeltetett. A korai Corona kilövéseket a Discoverer–űrprogram mögé rejtették. Részben tudományos-technikai kísérletekre, illetve felderítési célokra alkalmazták.
A program célja, hogy a felderítési adatokat, képeket egy visszatérésre alkalmas kapszula hordozza. Elsősorban a Szovjetunió, valamit Kína területeiről gyűjtött – katonai és polgári – adatokat visszajuttatva lehetőséget adjon a támadó eszközök elhelyezéséről, mozgásáról, a kódolt kapcsolattartásról, a várható veszélyeztetésről, lehetővé téve a szükségszerű ellenintézkedéseket. A műholdrendszerrel igyekeztek kiváltani az U–2 kémrepülőgépeket.

## Jellemzői
1959. április 13-án a légierő Vandenbergben lévő indítóállomásáról egy Thor-Agena A hordozórakétával indították Föld körüli pályára. Orbitális magasságban a hordozóeszköz utolsó fokozatát pneumatikus nitrogénsugarak (hideg-gázrakéták) segítségével fordították meg, illetve állították a tervezett pályára. A műholdat beépítették az utolsó fokozatba. A műhold alakja kúp, amelyhez a rakétafokozat hengere kapcsolódik. A műhold pályája 90,4 perces, 89,9 fok hajlásszögű (sarki pálya), elliptikus pálya perigeuma 239 kilométer, az apogeuma 346 kilométer volt. Az utolsó rakétafokozat 1,5 méter átmérőjű, 5,85 méter hosszú, tömege 3600 kilogramm. A műszeregység tömege 743 kilogramm, a hasznos súly 111 kilogramm. Horizontérzékelő berendezése segítségével stabilizálták hossztengelye mentén. Ez az első  három tengelyű stabilizált műhold. A teszt kiterjedt a rakétaegységre, a navigációra, irányításra – kapcsolattartásra. Az ellenőrzés során mintegy 100 szempontot vizsgáltak. A mérési adatokat két, különböző frekvencián működő rádióadó továbbította a földi vevőállomásokra. Április 14-én egy visszatérő kapszulát lőttek ki. Az időzítő egység hibája miatt a kilövés Hawaii helyett az északi sarkvidék fölött történt. A speciálisan kiképzett visszatérő kapszula 88 kilogramm volt, 84 centiméter átmérőjű, 69 centiméter hosszú, a leereszkedést ejtőernyő biztosította. Egy különlegesen felszerelt repülőgép a levegőben kapta el, tengerre érkezésnél jeladója működésbe lépett, a víz felszínén lebegett, veszély esetén elmerült volna. A visszatérési műveletekben részben a Mercury űrhajók visszatérő rakétarendszerét is kipróbálták. A fő egység folytatta a tervezett programot és 1959. április 26-án a Föld légkörében elégett. A fő egységben helyezték el az adó-vevő berendezéseket, több mint 100 mérési lehetőséggel bíró műszereket, az irányítás eszközeit, a program további egységeit. Szolgálati ideje 13 nap volt. Az energiát nikkel-kadmium akkumulátorok biztosították.

## Külső hivatkozások
- Discoverer–2. nasa.gov. (Hozzáférés: 2012. november 21.)

| Elődje: Discoverer–1 | Discoverer műholdak 1959–1962 | Utódja: Discoverer–3 |